# Lincolnov centar izvedbenih umjetnosti
Lincolnov centar izvedbenih umjetnosti predstavlja skup kulturnih ustanova smješten na Lincolnovu trgu na Manhattanu u New Yorku, u sklopu kojeg djeluju ugledna operna kuća Metropolitan, Newyorkška filharmonija, Newyorkški gradski balet, Newyorkška gradska opera, Škola američkog baleta, Kazalište Vivian Beaumont, knjižnice, glazbene kuće i dvorane. Odsjek jazz glazbe koji djeluje u sklopu centra smatra se najvišom i najuglednijom ustanovom na tom glazbenom polju.[nedostaje izvor]
Centar održava Mozartov festival klasične glazbe, Lincolnov festival, ljetni festival swing glazbe te godišnji koncert Newyorkške filharmonije i gradskog baleta Uživo iz Lincolnovog centra, sedamnaest puta nagrađivan nagradom Emmy, na kojem su, između ostalog, nastupali i Plácido Domingo, Luciano Pavarotti, Leonard Bernstein, Zubin Mehta, Isaac Stern, James Galway i dr.[nedostaje izvor]

## Vanjske poveznice
- Službene mrežne stranice